# Croton puncticulatus
Croton puncticulatus är en törelväxtart som beskrevs av Johannes Müller Argoviensis. Croton puncticulatus ingår i släktet Croton och familjen törelväxter. Inga underarter finns listade i Catalogue of Life.